# Позориште
Позориште, или театар (грч. θέατρο []; антгрч.  — „позориште“, од  — „видети“, „гледати“, „посматрати“), је сценска уметничка манифестација у којој се одвија комуникација између глумаца и публике. Позориште је колаборативна форма уметности која користи живе извођаче, типично глумце и глумице, да уживо представи искуство стварног или замишљеног догађаја пред публиком на одређеном месту, често на позорници. Извођачи могу да ово искуство комуницирају публици путем комбинације геста, говора, песме, музике и плеса. Елементи уметности, као што су сликана сценографија и сценска уметност попут осветљења, користе се за побољшање физичког, присутног и непосредног искуства. Специфично место наступа се назива „театром”, што је реч изведена из античке грчке речи θέατρον (théatron, „место за гледање”), која потиче из θεάομαι (theáomai, „видети”, „гледати”, „посматрати”). За разлику од уметности као што су сликарство, филм или скулптура, које поседују своју материјалну форму независно од времена и простора, позориште је уско везано за простор и време у којем се изводи одређени позоришни комад. Због тога се реч позориште идентификује како са простором или зградом у којој изводе представе (види: Архитектура позоришта), тако и са групом људи који чине позоришну трупу.
Позоришна уметност је драмска уметност која се обично изводи по сценарију и у којој је акција детаљно планирана у циљу стварања кохерентног драмског доживљаја. Позорница на којој ће се изводити позоришни комад се унапријед детаљно припрема, како би сваки њен део био у служби импресије која се жели проузроковати код публике. Глума је основни елеменат у позоришном делу, а чине је гест, покрет и говор.
Модерни западни театар потиче, у великој мери, од старогрчког позоришта, из којег позајмљује техничку терминологију, класификацију у жанрове и многе од његових тема, типске ликове и елементе заплета. Позоришни уметник Патрис Пејвис дефинише театралност, позоришни језик, сценско писање и специфичност позоришта као синонимне изразе по којима се позориште разликује од других сценских уметности, књижевности и уметности, генерално.
Модерно позориште обухвата извођења представа и мјузикла. Уметничке форме балета и опере су исто тако позориште и користе мноштво заједничких конвенција као што је глума, костими и сценско извођење. Они су били утицајни у развоју музичког позоришта; погледајте те чланке за више информација.

## Врсте позоришта
У теорији позоришта разликују се 4 врсте позоришта:
1. Драмско позориште (трагедија, комедија)
2. Музичко позориште (опера, оперета, мјузикл)
3. Плесно позориште или балет
4. Луткарско позориште

### Драмско позориште
Драма је специфични мод фикције у облику извођачке представе. Термин потиче од грчке речи са значењем „деловање”, која је изведена из глагола δράω, dráō, „урадити” или „дејствовати”. Извођење драме у позоришту, у изведби глумаца на позорници испред публике, претпоставља колаборативне модове продукције и колективни облик пријема. Структура драмских текстова, за разлику од других форми литературе, је под директним утицајем ове колаборативне продукције и колаборативне рецепције. Рано модерна трагедија Хамлет (1601) Шекспира и класична атинска трагедија Краљ Едип (c. 429 п. н. е) која је Софоклово дело, сврставају се међу ремек дела уметничке драме. Један пример из модерног доба је Дугодневно путовање у ноћ писца Јуџина О’Нила (1956).
Уопштено гледајући као жанр поезије драмски мод је упоређиван са епским и лирским модовима још од времена Аристотелове Поетике (око 335 п. н. е) — најранијег рада драмске теорије. Употреба термина „драме” у уском смислу за означавање специфичног типа комада потиче из 19. века. Драма у том смислу се односи на комад који није нити комедија, нити трагедија — на пример, Золина Тереза Ракен (1873) или Чеховљев Иванов (1887). У античкој Грчкој је међутим реч драма обухватала све позоришне комаде, трагичне, комичне, и све између њих.
Драма се често комбинује са музиком и плесом: драма у опери се генерално пева целим током. Мјузикл обично обухвата говорне дијалоге и песме. Неке форме драме имају сценску музику или музичку пратњу којом се наглашава дијалог (мелодрама и јапанска но драма су примери тога). У појединим историјским периодима (античком римском и модерном романтичарском) неке драме су биле написане да буду читане уместо да буду извођене. У импровизацији, драма не постоји пре тренутка наступа; извођачи спонтано развијају драмски сценарио пред публиком.

## Историја позоришта
Позориште је, као феномен, било присутно у великом броју древних цивилизација, почев од плеса у културама каменог доба. У египатском Абидосу су између 2000. и 1500. п. н. е. одржавани верски фестивали са елементима позоришта, али је тек култура Старе Грчке дефинисала принципе позоришне уметности.
Грчки аудиторијуми су били прва позоришта. То су била места где се дискутовало о политици и где су одржавани фестивали у славу богова, посебно Диониса, бога весеља. Аристотелови трактати су дефинисали позориште и поставили теорију о јединству радње, времена и места у драмама. Атинска дионизијска позоришта постала су узор за позоришта у грчким колонијама широм Медитерана. Поред аудиторијума, садржавали су сцену на којој су висиле слике. Трагедија, прва форма драме, појавила се пре 534. п. н. е. Комедија је настала око 480. п. н. е. У почетку су драме извођене само једном, и то у оквиру такмичења.
Две музе у грчкој митологији се повезују са позориштем. Талија је муза комедије, док је Мелпомена муза трагедије.
Римљани су прихватили грчко позориште у време Пунских ратова. Касније су најпопуларнији облици позоришта постале фарсе и пантомиме.
У средњем веку позориште је постојало у облику представа које су препричавале библијске приче и приче из живота светаца. Крајем овог периода појавили су се карневали и комади о моралу.
Ренесансно позориште је спојило хришћанске теме и класичне трагедије и комедије. На дворовима северне Италије су се појавиле такозване „учене комедије“ (итал. commedia erudita). У позоришним трагедијама доминирале су Аристотелове идеје.
Позориште западног света наставило је да се развија у Новом добу у Шпанији, Италији, Француској, Енглеској, Русији и другде. Општи тренд је био у удаљавању од идеализованих поетских античких узора и тежњи ка реализму у позоришту.

### Позориште у азијским културама
Позориште у Азији појавило се око 1000. године п. н. е, о чему нам сведоче санскритске драме у Индији. У исто време позоришна уметност се зачела у Кини. Позориште у Јапану (кабуки, но) настало је у 17. веку. У исламском свету најпопуларније изворне позоришне форме су позориште лутака и позориште сенки.

## Позориште и књижевност
Позориште и књижевни род драма су у веома блиској вези. За већину драма је својствено да су намењене сценском извођењу. Сама реч драма потиче од старогрчке речи за акцију (δρᾶμα). Глумци изводе драме на сцени у позоришту пред публиком. Структура драмског текста је прилагођена овој намени (лица, сцене, реплике). Основна карактеристика драме је сукоб између најмање два лица (или става, супротности). Бернард Шо је у предговору прве књиге својих комедија рекао: „Без конфликта нема позоришног дела“.
Драма се често комбинује са музиком и игром. Примери су опера и мјузикл.
Постоји и жанр импровизоване драме. У њој глумци сами импровизују разговор.

## Теорија позоришта
Минимална формула театра је: глумац глуми, неко из публике посматра, и обоје су свесни своје улоге. За позориште је, дакле, неопходна публика. Публика ће својом реакцијом делом утицати на представу.
Позориште може имати амбицију да даје верске, политичке, социолошке или естетске судове. По природи ствари, позоришту приличи уметничка слобода. Због свог непосредног обраћања публици у садашњем времену, позориште је веома погодан медијум за преношење идеја и порука о реалном животу и људима.
Историјски гледано, позориште има корене у религији и ритуалу. Глумци у древној Атини су глумачком вештином представљали свет богова и људи, постављајући питања о свету, али не нудећи одговоре. Дискусија о друштву представљеном кроз сценску игру наставља се до данас, у различитим епохама и друштвима. Позоришна уметност користи речи и интелект, али и симболику, слике, подсвесно. У том смислу, позориште је холистички живи догађај. У 18. и 19. веку у Европи је била уобичајена представа о глумцу као лажову и илузионисти на сцени.
Постоји читав низ уметничких поступака и филозофија који се користе у креирању и извођењу позоришних комада. Они могу бити инспирисани духовношћу, политичким ставом или естетиком. Позориште може да исприча причу, може да буде спектакл за чула, а може и да инспирише друштвене промене. По Аристотеловој „Поетици“, у театру постоји 6 неопходних елемената: заплет, личност, идеја, језик, музика и призор. Шпански драматичар из 17. века Лопе де Вега рекао је да су за позориште неопходне: „три даске, два глумца и једна страст“. Међу оне који су значајно допринели позоришној теорији убрајају се: Константин Станиславски, Антоан Арто, Бертолт Брехт, Орсон Велс, Питер Брук и Јержи Гротовски. Константин Станиславски се сматра оцем теорије позоришне глуме, јер је био први који је писао о њој. Већина данашњих теорија изведена је из његове, било да је надограђују, или јој се супротстављају.

## Позоришне професије

### Уметничка занимања
| - Писци - Композитори - Режисери - Музички уредници/Диригенти - Кореографи - Сценографи - Дизајн звука - Дизајнери осветљења | - Костимографи - Драматурзи - Позоришни фотографи - Шминкери - Глумци - Певачи - Играчи | - Хорски певачи - Оркестар - Индивидуални музичари - Корепетитори - Инспицијенти - Лектори - Суфлери - Статисти |

### Техничка занимања
Техничке професије у позоришту баве се конструкцијом сценографије и организацијом извођења представе.
| - Столари - Бравари - Молери - Тапетари - Електричари | - Кројачи - Обућари - Власуљари - Сценски техничари - Декоратери | - Извршни продуценти - Мајстори светла - Видео техничари - Реквизитери - Пиротехничари |